# Wangen bei Olten
Wangen bei Olten é uma comuna da Suíça, no Cantão Soleura, com cerca de 4.568 habitantes. Estende-se por uma área de 6,94 km², de densidade populacional de 658 hab/km². Confina com as seguintes comunas: Hauenstein-Ifenthal, Kappel, Olten, Rickenbach, Trimbach.

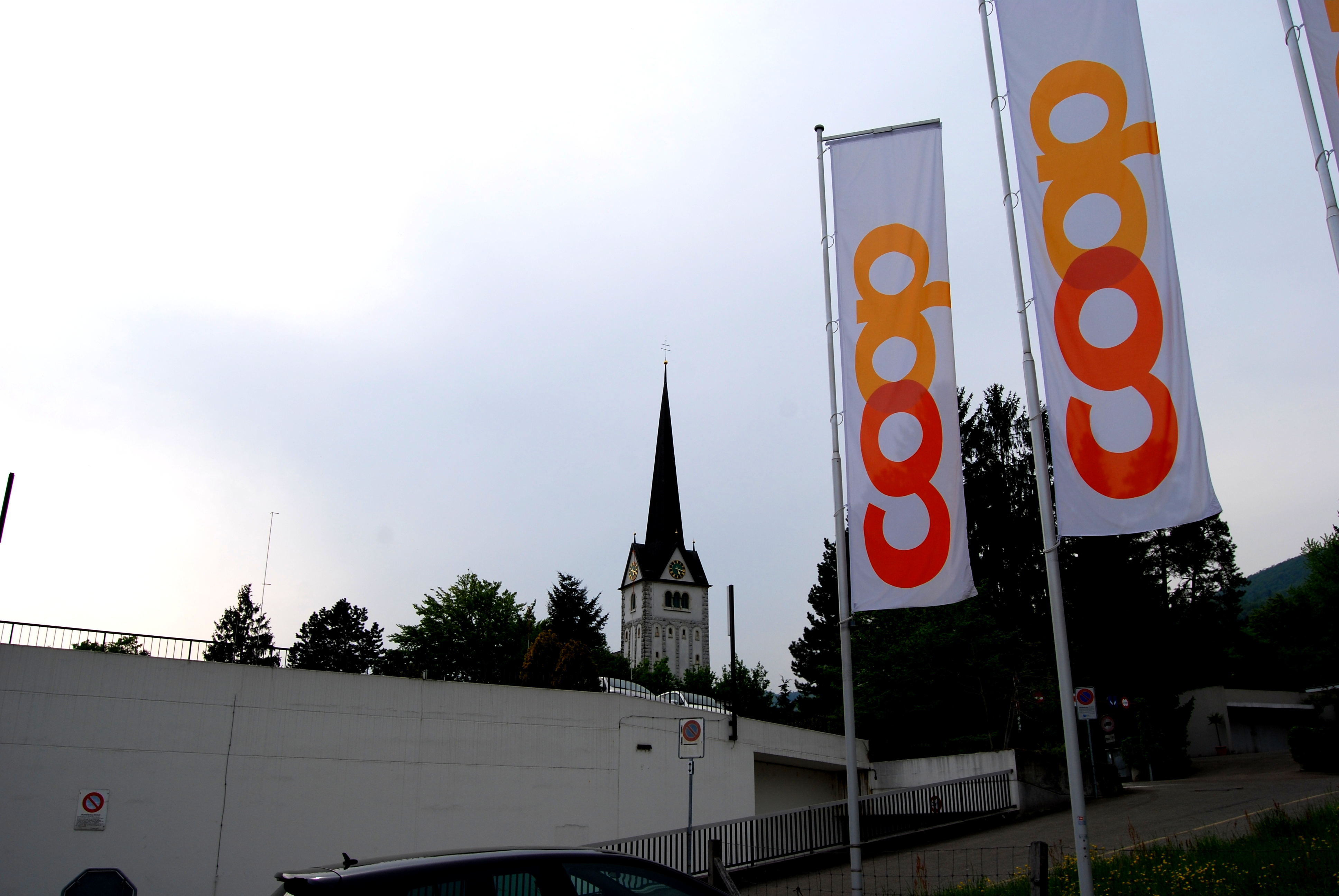
Wangen bei Olten.

A língua oficial nesta comuna é o Alemão.
Recentemente havia um debate político sobre a construção dum minarete na comuna; o debate tem valor simbólico na Suíça porque representa a divergência das opiniões sobre a imigração muçulmana.